# Дубрава (район Липтовски-Микулаш)
Дубрава (словац. Dúbrava, венг. Dubrava) — деревня и община района Липтовски-Микулаш, Жилинского края Словакия.

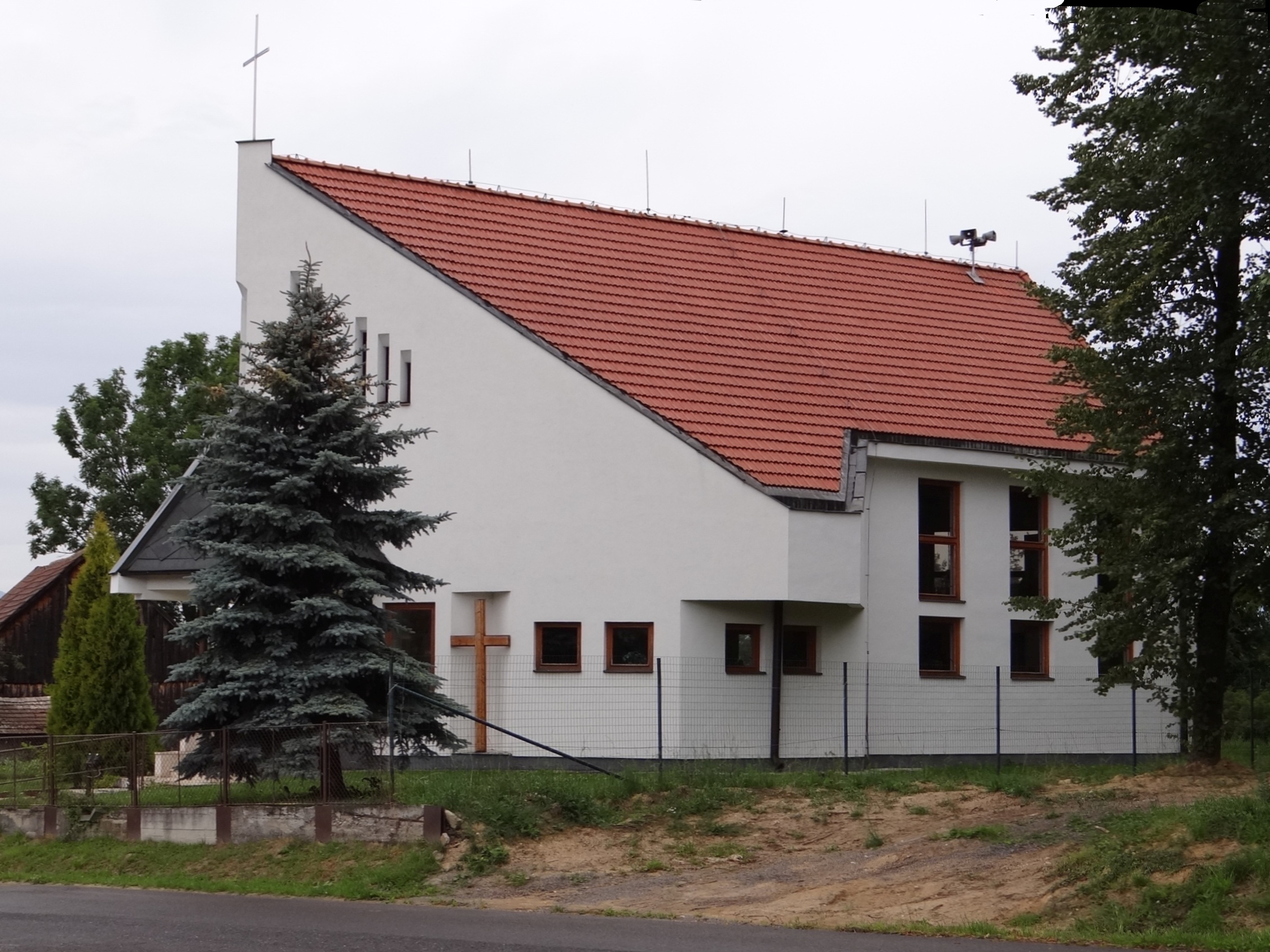
Евангелическая церковь

Расположена в центральной части исторической области Словакии — Липтов в юго-западной части района района Липтовски-Микулаш на севере Словакии у подножья Низких Татр на высоте — 649 м. н. м. Находится в 21 км от Ружомберок и 16 км от административного центра района г. Липтовски-Микулаш.
Кадастровая площадь общины — 23,21 км².

## Население
| Год:                | 1994 | 2004    | 2014    | 2024    |
| ------------------- | ---- | ------- | ------- | ------- |
| Количество человек: | 1373 | 1294    | 1246    | 1192    |
| Разница:            |      | −5,75 % | −3,70 % | −4,33 % |

Население — 1 316 человека (на 31 декабря 2022 года). Плотность — 14,24 чел/км².

## История
Деревня была основана в XIII веке без названия. Впервые упоминается в 1372 году как Дубрава. Деревня известна своей горнодобывающей промышленностью, до 1992 года на Дубравских рудниках добывали сурьму. Шахты по добыче железной руды и сурьмы существовали в Низких Татрах с 18 века. Закрыты в 1908 году, после чего большинство горняков эмигрировало во Францию, Бельгию или на шахты в другие места. Сурьмяные рудники вновь открылись вскоре после 1945 года и работали до 1992 года.
До 1918 года принадлежала Венгерскому королевству, затем перешла к Чехословакии, сегодня — в составе Словакии.

## Достопримечательности
- Римско-католическая церковь Святого Андрея, первоначально построенная в 13 веке в готическом стиле, сегодня оформлена в стиле барокко.
- Евангелическая церковь 1992 года постройки .